# Leonhard Eberle
Leonhard Eberle (* 28. Oktober 1870 in Rastadt, Ukraine; † 1931 in der Sowjetunion) war ein deutsch-russischer römisch-katholischer Geistlicher und Märtyrer. 

## Leben
Leonhard Eberle stammte aus einer schwarzmeerdeutschen Familie im Bistum Tiraspol. Er studierte Theologie am Priesterseminar Saratow, wurde 1896 zum Priester geweiht und wirkte als Seelsorger in Schönfeld/Gschar (1897–1912) sowie Kamenka (1912–1928). Dort war er Pfarrer und Dekan.
Am 2. Dezember 1929 wurde er verhaftet, zu 3 Jahren Verbannung verurteilt und in den Ural gebracht, am 25. Juni 1930 jedoch vorzeitig entlassen. Am 12. Juli 1930 wurde er erneut festgenommen und in das Moskauer Gefängnis Butyrka gebracht. Am 20. April 1931 wurde er zu 5 Jahren Lagerhaft verurteilt. Die Quellen verbürgen seinen Tod für 1931, sind aber über den Sterbeort uneins.

## Gedenken
Die Römisch-katholische Kirche in Deutschland nahm Pfarrer Leonhard Eberle als Märtyrer in das deutsche Martyrologium des 20. Jahrhunderts auf.